# كينت ريتشاردسون
كينت ريتشاردسون (بالإنجليزية: Kent Richardson)‏ هو لاعب كرة قدم أمريكية أمريكي، ولد في 6 مارس 1991 في تالاهاسي في الولايات المتحدة.